# Spider-Man (tokusatsu)
Spider-Man (スパイダーマン Supaidāman?) es una serie japonesa de género tokusatsu producida por Toei Company, basada libremente en el personaje de Marvel Spider-Man. Consta de 41 episodios, emitidos entre el 17 de mayo de 1978 y el 14 de marzo de 1979. También se mostró en cines un episodio especial durante el festival de cine Toei Manga Matsuri, el 22 de julio de 1978.
Aunque esta versión del personaje de Toei tenía prácticamente el mismo vestuario que la versión de Marvel, diferenciándose solo por una enorme pulsera plateada en la muñeca izquierda, el argumento y el origen de los poderes del personaje se desviaban por completo del original. Además de luchar por sí mismo, esta encarnación de Spider-Man también pilotaba un robot gigante conocido como Leopardon, que invocaría para luchar contra versiones gigantes de los monstruos del programa. Toei tomaría esta idea del robot gigante y la aplicaría en adelante en las siguientes temporadas de su propia franquicia Super Sentai Series.

## Producción
El programa fue el resultado de un contrato de tres años de Toei con Marvel que les permitía a ambos usar las propiedades del otro de cualquier forma que desearan. Toei inicialmente pretendía utilizar a Spider-Man como un personaje secundario para una serie de televisión nunca realizada protagonizada por una versión ficticia de Yamato Takeru enviada al presente a través de un agujero en el tiempo. Esta versión del personaje hubiera sido idéntica a la de Marvel. Sin embargo, Toei decidió convertir a Spider-Man en el protagonista, y el personaje de Yamato se convirtió en Garia, un alienígena que le da a Spider-Man sus poderes. El programa final se desvió del original por completo, aparte del vestuario y algunos de sus superpoderes y herramientas. Otras producciones de Toei resultado de este acuerdo incluyen Battle Fever J (un programa que originalmente iba a ser una versión japonesa del Capitán América y que acabó convirtiéndose en la primera temporada de Super Sentai Series según la cuenta de la época; y un telefilme de animación basado en el cómic Tomb of Dracula. Por otro lado, Marvel utilizaría los robots principales de dos programas anime de Toei, Wakusei Robo Danguard Ace y Chōdenji Robo Combattler V, en su adaptación al cómic de la línea de juguetes Shogun Warriors.
Aunque el programa recibió críticas por no parecerse prácticamente nada a la versión de Marvel, el personal de Marvel Comics, incluido el cocreador de Spider-Man Stan Lee, alabaron la serie por sus efectos especiales y trabajo de especialistas, especialmente el movimiento arácnido del propio personaje. Aunque se dice que Marvel inicialmente se oponía al añadido de Leopardon, el robot se consideraba necesario como gancho para atraer a los espectadores jóvenes y decidieron mantenerlo. El diseñador mecánico del programa, Katsushi Murakami (diseñador de juguetes en la época) expresó preocupación sobre la capacidad de Toei para vender Spider-Man al público japonés y recibió permiso del productor Yoshinori Watanabe para tomarse todas las libertades que considerara necesarias. Murakami tuvo la idea de dar a Spider-Man un origen extraterrestre, así como incluir la nave espacial de forma arácnida que podía transformarse en robot (por la popularidad de los programas de robots gigantes en Japón en la época).
La versión en juguete de Leopardon se vendió inicialmente como parte de la línea Chogokin y se convirtió en un éxito de ventas sin precedentes, que a la vez elevó la popularidad de la serie de televisión. El éxito del programa hizo que Toei introdujera la idea del robot gigante en su franquicia Super Sentai Series, en Battle Fever J (un programa que también coprodujeron con Marvel), y contribuyó a la popularidad de Spider-Man cuando Marvel empezó a exportar más de sus propiedades a Japón en los años siguientes.
El director de guiones de la serie fue Susumu Takaku (Key Hunter, Mazinger Z, G-Men '75), que escribió 16 episodios y la película, mientras que el antiguo guionista de Tsuburaya, Shōzō Uehara, también escribió 15 episodios, incluyendo el inicial y el final. Hubo muchos episodios en los que el "monstruo de la semana" (generalmente una "Máquina BEM" creada por el villano) no fue relevante para la trama, así como dos episodios (el 12 y el 27) en los que no hubo ningún monstruo en absoluto. El programa también mostró un arco argumental en que la antagonista femenina Amazoness intenta descubrir la identidad secreta de Spider-Man.

## Argumento
El joven motorista Takuya Yamashiro ve caer un ovni a la Tierra. Se trata de una nave espacial de guerra llamada el "Marveller" del planeta "Spider". El padre de Takuya, el Dr. Hiroshi Yamashiro, un astrónomo, investiga el caso, pero es asesinado al encontrar la nave. El incidente también llama la atención del Profesor Monster y su diabólico Ejército de la Cruz de Hierro (鉄十字団 Tetsu Jūji Dan?), un grupo alienígena que planea conquistar el universo.
Takuya sigue a su padre hasta el Marveller y descubre a Garia, el último guerrero superviviente del planeta Spider, un mundo que fue destruido por el Profesor Monster y el Ejército de la Cruz de Hierro. Garia le explica que estaba tras el Profesor Monster, pero ahora necesita a alguien que siga con la lucha, e inyecta a Takuya un poco de su propia sangre. Esta sangre le da a Takuya poderes arácnidos. Garia entonces le da a Takuya un brazalete que puede activar su traje protector de araña, disparar telarañas y controlar la nave Marveller, que también se puede transformar en un robot gigante de batalla llamado Leopardon. Usando estos poderes, Takuya lucha contra el ejército del profesor Monster y otras amenazas a la Tierra con el nombre de Spider-Man.

## Personajes

### Spider-Man
En esta serie, la identidad civil de Spider-Man es la de Takuya Yamashiro, un piloto de motocross de 22 años que tiene la habilidad de percibir amenazas del Ejército de la Cruz de Hierro con su sentido arácnido, y lucha contra ellos para vengar la muerte de su padre. Para ocultar su identidad de superhéroe, Takuya actúa a propósito como un debilucho en frente de sus amigos, y como resultado suele ser criticado por ellos cuando sale corriendo del peligro, y le suelen comparar con Spider-Man para mal. Además, sus ingresos como piloto de motos se reducen tras convertirse en Spider-Man por su menor participación en carreras, obligándole a ayudar a Hitomi en su trabajo para pagarse sus gastos.
Takuya asume la identidad de Spider-Man cuando se pone su traje protector, conocido como el Spider-Protector. Está mutado genéticamente por la inyección que le hace Garia de su sangre, adquiriendo capacidades arácnidas como pegarse a las paredes y escalarlas. Además, puede detectar la actividad de enemigos cercanos con su sentido arácnido, y su fuerza física es superior a la media humana. Sin embargo, también ha adquirido algunas de las debilidades de las arañas reales, como una sensibilidad extrema a la baja temperatura.
Spider-Man mantiene su verdadera identidad en secreto, aunque su reputación entre el público como defensor de la justicia se establece rápidamente. Spider-Man incluso recibe una canción de éxito en su honor titulada el "Spider-Man Boogie". Sólo Juzo Mamiya y el personal de la División de Inteligencia Secreta de Interpol conocen la verdadera identidad de Spider-Man, y colaboran en varias ocasiones para frustrar los varios planes del Ejército de la Cruz de Hierro.
Mientras Spider-Man pasa la mayor parte de la serie luchando contra los Ninders (los soldados de a pie del Ejército) raramente destruye él mismo a las Máquinas BEM, ya que suelen hacerse gigantes antes de que Spider-Man pueda destruirlas, obligándole a invocar a Leopardon. Como raramente destruye a un enemigo con sus propias manos, Spider-Man ocupa una posición peculiar comparado con otros superhéroes japoneses, al no tener ningún movimiento o arma que utilizar como Kamen Rider o Kikaider.
Cuando Spider-Man se enfrenta al enemigo en cada episodio, se presenta realizando una postura dramática (una tradición que también adoptaron los siguientes Super Sentai). La frase que utiliza suele variar entre episodios. La versión de Toei de Spider-Man raramente usa sus telarañas para viajar entre edificios, ya que su modo principal de transporte es un coche llamado la Spider Machine GP-7, junto con la nave Marveller (su disparador de telas en su lugar dispara una cuerda que pega a las cosas y se balancea con ella usando las dos manos al estilo de Tarzan). También hay momentos en los que Spider-Man no usa ningún vehículo y se mueve a pie. Las escenas de Spider-Man caminando por Shinjuku en el episodio 23 se rodaron al estilo guerrilla porque los productores no pidieron permiso para rodar las escenas.

#### Equipamiento
- Spider Protector (スパイダープロテクター Supaidā Purotekutā?): El nombre del traje de Spider-Man. A diferencia de la versión de Marvel, Takuya mantiene su traje guardado dentro de su Spider Brazalete y lo lleva sólo al cambiar de identidad. Cuando Takuya lo libera del brazalete, se coloca instantáneamente alrededor de su cuerpo, permitiéndole cambiarse rápidamente. Se dice que sólo se conserva uno de los trajes originales del programa. Ese traje es el mismo que se usó durante la entrevista con Stan Lee en el DVD de la serie. Cuando los fanes americanos de Spider-Man vieron el traje japonés en la calle durante una sesión fotográfica, muchos no estaban acostumbrados al brazalete en la muñeca, y preguntaron por qué Spider-Man llevaba un "reloj de pulsera tan ridículo".
- Spider Brazalete (スパイダーブレスレット Supaidā Buresuretto?): Un brazalete que Spider-Man lleva en la muñeca izquierda, que sustituye el lanzador de telarañas de la versión Marvel. También lo usa para guardar el Spider Protector cuando Takuya no lo utiliza. Como el lanzador de telarañas, el Spider Brazalete puede disparar redes y cuerdas hechas de un tipo especial de líquido llamado "Fluido Araña", que se guarda dentro del brazalete y que se produce de forma indefinida. También está equipado con un sistema de comunicación que le permite invocar al GP-7 o al Marveller. No se hizo ninguna versión de juguete del brazalete durante la emisión del programa, y los productos relacionados y adaptaciones al manga simplemente lo omitieron. Es más, se tuvo que hacer una versión más ligera del brazalete para las escenas de acción, ya que el original de las escenas cercanas era demasiado pesado para los especialistas.

#### Spider Machine GP-7
La Spider Machine GP-7 (スパイダーマシンGP-7 Supaidā Mashin Jī Pī Sebun?) es el coche volador de Spider-Man. Está equipado con armas de fuego robóticas y lanzadores de misiles en su capó. Se suele guardar dentro del Marveller, y sale de la parte trasera del mismo.

#### Marveller y Leopardon
El Marveller (マーベラー Māberā?) es la nave espacial que Garia trae a la Tierra. Tiene 45 metros de altura y pesa más de 25.000 toneladas. Suele guardarse bajo tierra y surge rompiendo el suelo cuando Spider-Man lo invoca. El puente de mando tiene forma de cabeza de leopardo, que es donde se guarda la cabeza de Leopardon, y se abre cuando se transforma en modo robot. Aunque su forma no lo dé a entender, tiene la capacidad de volar a una velocidad de Mach 15 en la Tierra, y a la velocidad de la luz en el espacio. Como Marveller se transforma inmediatamente en Leopardon al subir Spider-Man, rara vez se le ve en modo nave. Está equipado con cañones que pueden destruir a muchas Máquinas BEM. Leopardon (レオパルドン Reoparudon?) mide más de 60 metros de altura. Según Murakami, el nombre se inspiró en el tanque de batalla alemán Leopard 1.

##### Armas
Leopardon está equipado con los siguientes tipos de armas, que se usan dependiendo de la situación.
- Arm Rocket (アームロケット Āmu Rokketo?): Un puñetazo cohete volador capaz de destruir muros de cinco pies de grosor.
- Arc Turn (アークターン Āku Tān?): La decoración de la cabeza de Leopardon puede volar como un búmeran, y emite un rayo de luz mientras vuela.
- Leopardon Strings (レオパルドンストリングス Reoparudon Sutoringusu?):  Una cuerda que se agarra a los objetos y que se lanza desde su pecho.
- Spider Protector (スパイダープロテクター Supaidā Purotekutā?): Un escudo creado a partir de un panel de energía que emite la parte inferior de las dos piernas, y que toma la forma de una telaraña. Este escudo aparece en el material promocional y las fotografías, pero nunca aparece en el programa.
- Espada Vigor (ソードビッカー Sōdo Bikkā?,  Sword Vicker): Una espada conectada a la pierna derecha de Leopardon. Nunca la blande en combate, sino que la lanza como movimiento final contra las Máquinas Bem. Es una poderosa arma ya que tiene capacidad de destruir al enemigo de un solo golpe.

##### Aparente invencibilidad
En el sitio oficial de Toei para la publicación japonesa en DVD de la serie, se dice que Leopardon es "el robot gigante más poderoso y que mata más rápidamente de toda la historia de los programas tokusatsu".
En realidad, sólo en los primeros pocos episodios se vio auténticas escenas de batalla entre Leopardon y las Máquinas Bem gigantes, ya que según avanzó la serie se fue aumentando los fragmentos dramáticos de los episodios, mientras que las escenas de batalla se acortaron para ajustarse a la duración establecida del episodio. Por este motivo, hubo muchos episodios en los que Leopardon simplemente lanzó su espada nada más transformarse desde Marveller, destruyendo a la Máquina Bem de un golpe. Incluso hubo episodios en los que la nave Marveller destruyó a la Máquina Bem sin transformarse en Leopardon. De hecho, hay hasta siete episodios en los que la batalla con el monstruo gigante duró menos de 15 segundos, y en algunos episodios Leopardon no apareció en absoluto. Al final, Leopardon no sufrió el más mínimo daño, ni siquiera durante la batalla final contra la versión gigante del Profesor Monster, que es destruido con la Espada Vigor como cualquier otra Máquina Bem.
Aún más, Leopardon y las Máquinas Bem gigantes rara vez aparecían en la misma toma, y la mayoría de las escenas de batalla mostraban a Leopardon en un plano y la Máquina Bem en el otro lanzándose proyectiles el uno al otro. Esto era porque los conocimientos para construir un vestuario de efectos especiales que imitara un robot gigante eran todavía demasiado primitivos en la época, y por su gran tamaño solía sacar varias cabezas a los trajes de las Máquinas Bem. Por problemas de estructura, el traje de Leopardon era engorroso de mover para el especialista, y a mitad de la serie el traje se dañó y después se perdió. Como resultado, las siguientes escenas de lucha con Leopardon solo se pudieron hacer empleando imágenes de archivo de luchas anteriores.
Como resultado, muchos de los últimos episodios tenían que mostrar a Leopardon destruyendo al monstruo tan rápido como fuera posible, haciendo que el robot pareciera mucho más poderoso de lo que los guionistas pretendían que fuera. La experiencia de Toei con Leopardon les serviría más tarde para filmar las batallas de robots gigantes en la franquicia Super Sentai Series.

#### Frases de presentación
Como se ha dicho antes, Spider-Man aparecía ante el enemigo en una pose dramática, mientras usaba una frase diferente dependiendo de la situación (en los primeros episodios, solía presentarse como "el mensajero del infierno, Spider-Man" o "el asesino de la Cruz de Hierro, Spider-Man"). Tras presentarse, sonaba una versión de la sintonía como música de fondo mientras Spider-Man comenzaba a luchar. La misma imagen de Spider-Man haciendo la postura se solía usar repetidamente antes de la batalla.

### Aliados
- Hitomi Sakuma (佐久間 ひとみ Sakuma Hitomi?): La novia de Takuya, una fotógrafa independiente de 20 años. Es la única persona aparte de Spider-Man que llega a conducir la Spider Machine GP-7.
- Shinko Yamashiro (山城 新子 Yamashiro Shinko?): La hermana mediana de Takuya, de 18 años, que se encarga de las tareas domésticas en la residencia Yamashiro.
- Takuji Yamashiro (山城 拓次 Yamashiro Takuji?): El hermano menor de Takuya, de 7 años.
- Dr. Yamashiro (山城博士 Yamashiro-hakase?): El padre de Takuya. Un astrónomo que es asesinado durante el primer episodio cuando su trabajo le llevó al descubrimiento del Ejército de la Cruz de Hierro.
- Garia (ガリア?): Un alienígena del planeta Spider. 400 años antes de los eventos del primer episodio, persiguió al Ejército de la Cruz de Hierro, en busca de venganza contra los que destruyeron su planeta natal, pero se estrelló en la Tierra y quedó atrapado en una cueva subterránea durante siglos. Es el que le inyecta a Takuya el Extracto Arácnido.
- Juzo Mamiya (間宮 重三 Mamiya Jūzō?): Un investigador a cargo de la División Secreta de Inteligencia de la Interpol. Logra descubrir que Spider-Man es Takuya, y le pide ayuda en la batalla común contra el Ejército de la Cruz de Hierro. Al aceptar, Takuya recibe de él un transmisor de radio que le permite a Spider-Man comunicarse con Interpol y viceversa.

### Ejército de la Cruz de Hierro
El Ejército de la Cruz de Hierro (鉄十字団 Tetsu Jūji Dan?) son los villanos principales de la serie. Son un ejército de alienígenas que han destruido numerosas galaxias en su camino de conquista.
- Profesor Monster (モンスター教授 Monsutā-kyōju?): El líder del Ejército. Fue responsable de la destrucción del planeta Spider, y 400 años más tarde, busca conquistar también la Tierra. La sangre de otras formas de vida le sirve como fuente de su inmortalidad. En el episodio final, crece y se convierte en "Big Monster", pero es destruido con el ataque de la Espada Vicker de Leopardon.
- Amazoness (アマゾネス Amazonesu?): La comandante femenina del Ejército. Está a cargo del espionaje y la planificación de ataques. Tiene la habilidad de asumir diversos disfraces. Desde el principio de la serie asume la identidad de Saeko Yoshida (吉田 冴子 Yoshida Saeko?), editora de la revista Mujer Semanal (週刊ウーマン Shūkan-ūman?) Cuando Spider-Man descubre su verdadera identidad, desaparece de su trabajo y la revista desaparece poco después. Aunque ella sospecha de que Takuya sea Spider-Man, no puede probarlo sin lugar a dudas hasta el episodio final. Su vestuario cambia a lo largo de la serie: comienza con unos leotardos negros y su propio pelo natural en los primeros 18 episodios, una minifalda plateada y una peluca roja entre los episodios 19 y 30 y el 32, el mismo vestuario pero con una peluca negra en los episodios 31 y del 33 al 38, y sus leotardos originales con una peluca en los tres últimos episodios.
- Bella (ベラ Bera?) y Rita (リタ?): Dos antiguas guerreras de una región del Amazonas cuyos cuerpos momificados resucitó el profesor Monster. Bella usa un arco con flechas envenenadas, mientras Rita lleva un arma de fuego.
- Ninders (ニンダー Nindā?): Los soldados de campo del Ejército. Se disfrazan de humanos mientras hacen misiones de incógnito en público, pero aún son identificables por sus circuitos a la vista tras sus orejas, y por sus manos metálicas.

#### Máquinas Bem
Son armas biológicas creadas por el Ejército de la Cruz de Hierro. En cada trama se crea una Máquina Bem (マシーンベム Mashīn Bemu?) nueva, normalmente para cumplir los planes del Ejército o servir como guardaespaldas. Nunca se clarifica el origen de las Máquinas Bem, aunque algunas de ellas (como Samson) son en realidad humanos modificados genéticamente, mientras otros (como Monster Cat) eran apariciones de vuelta a la vida. Las Máquinas Bem tienen la capacidad de cambiar de tamaño a voluntad, no solo crecer, sino también encoger al tamaño de la palma de una mano (como es el caso de Kabuton). Esta habilidad jamás se explica.
- Máquina Bem Boukunryu (暴君竜 Bōkunryū?,  lit. Tyrant Dragon)[9]
- Máquina Bem Soutoukin (双頭鬼 Sōtōki?,  lit. Double-headed Demon)[10]
- Máquina Bem Genyouchu (幻妖虫 Gen-yōchū?,  lit. Miraging Phantom Bug)[11]
- Máquina Bem Mer-Man (半魚人 Han-gyojin?)[12]
- Machine Bem Chojinju (鳥神獣 Chōjinjū?,  lit. Bird God Monster)[13]
- Máquina Bem Robacular (ロバキラー Robakirā?,  lit. Donkiller)[14]
- Máquina Bem Sasora (サソラー Sasorā?,  lit. Scorpier)[15]
- Máquina Bem Cat Demon Monster (怪猫獣 Kaibyōjū?)[16]
- Máquina Bem Kabuton (カブトン?   lit. Beetleon)[17]
- Máquina Bem Snake Woman (へび女 Hebi On-na?)[18]
- Máquina Bem Sea Devil (海魔王 Kaimaō?,  lit. Evil King of Sea)[19]
- Máquina Bem Shinkaioh (深海王 Shinkaiō?,  lit. King of Deep Sea)[20]
- Máquina Bem Biker Monster (暴走獣 Bōsōjū?)[21]
- Máquina Bem Big Bat (コウモリ男 Kōmori Otoko?,  lit. Bat-Man)[22]
- Máquina Bem Killer Unicorn (キラー一角獣 Kirā Ikkakujū?)[23]
- Máquina Bem Centipede (ムカデ鉄人 Mukade Tetsujin?,  lit. Iron Centipede Man)[24]
- Máquina Bem Samson (岩石男サムソン Ganseki Otoko Samuson?,  lit. Samson the Rock Man)[25]
- Máquina Bem Carnivorous Plant (食虫植物 Shokuchū Shokubutsu?)[26]
- Máquina Bem Primitive Man (原始人 Genshijin?)[27]
- Máquina Bem Tanto Buffalo (タンクバッファロー Tanku Baffarō?,  lit. Tank-Buffalo)[28]
- Máquina Bem Skeleton Beast (ドクロ怪人 Dokuro Kaijin?)[29]
- Máquina Bem White-robed Beast (白衣怪人 Hakui Kaijin?)[29]
- Máquina Bem Sorceress Beast (魔女猿 Majozaru?,  lit. Ape Witch)[30]
- Máquina Bem Cockroach Machine (ゴキブリコンビナート Gokiburi Kombināto?,  lit. Cockroach Kombinat)[31]
- Máquina Bem Ganima (ガニ魔?   lit. Crub Monster)[32]
- Máquina Bem Volcano Beast (噴火獣 Funkajū?)[33]
- Máquina Bem Magni Catfish (マグニナマズ Maguni Namazu?)[34]
- Máquina Bem Bomb Wolf (爆弾オオカミ Bakudan Ōkami?)[35]
- Máquina Bem Monkfish (アンコウパト Ankōpato?,  lit. Patrol Monkfish)[36]
- Máquina Bem Kinokongar (キノコンガー Kinokongā?,  lit. Mashroomar)[37]
- Máquina Bem Electric Worm (電気ミミズ Denki Mimizu?)[38]
- Máquina Bem Fire Fox (火焔ギツネ Kaen-Gitsune?,  lit. Flame Fox)[39]
- Máquina Bem Scrapman (スクラップマン Sukurappuman?)[40]
- Máquina Bem Tiger Pump (タイガーポンプ Taigā Pompu?)[41]
- Máquina Bem Toothache Alligator (ムシバワニ / イレバワニ Mushibawani / Irebawani?,  lit. Tooth-decayed Crocodile / Denture-worn Crocodile)[42]
- Máquina Bem Great Wrestler (大力士ファイター Dairikishi Faitā?,  lit. Great Sumo-Wrestling Fighter)[43]
- Máquina Bem Superhuman Fighter (大鳥人ファイター Daichōjin Faitā?,  lit. Great Bird-Man Fighter)[43]
- Máquina Bem Air Bomber (空爆エイ Kūbaku-Ei?,  lit. Air-striking Ray)[44]

## Lista de episodios
| #  | Título rōmaji                                          | Título japonés                         | Título traducido                                                              | Fecha                    |
| -- | ------------------------------------------------------ | -------------------------------------- | ----------------------------------------------------------------------------- | ------------------------ |
| 1  | Fukushū no Toki wa Kitareri! Ute Tetsu Jūji Dan!!      | 復讐の時は来たれり! 撃て鉄十字団!!     | ¡La hora de la venganza ha llegado! ¡¡Derrota al Grupo de la Cruz de Hierro!! | 17 de mayo de 1978       |
| 2  | Kaiki no Sekai! Shukumei ni Ikiru Otoko                | 怪奇の世界! 宿命に生きる男             | ¡Mundo misterioso! El hombre que sigue su destino                             | 24 de mayo de 1978       |
| 3  | Kaitō Daburu-Ō Wan Tai Kumo Otoko                      | 怪盗001vsくも男                        | El misterioso ladrón 001 contra Spider-Man                                    | 31 de mayo de 1978       |
| 4  | Kyōfu no Han Kyojin! Kiseki o Yobu Gin no Ito          | 恐怖の半魚人! 奇蹟を呼ぶ銀の糸         | ¡El terrible hombre medio sirena! La amenaza plateada que pide un milagro     | 7 de junio de 1978       |
| 5  | Gekitotsu Mashin Jī-Pī-Sebun! Kyōdai no Chikai         | 激突マシンGP-7! 兄弟の誓い             | ¡El accidente de la Máquina GP-7! Los hermanos del juramento                  | 14 de junio de 1978      |
| 6  | Senritsu no Shikkenshitsu! Akuma no Monsutā Kyōshu     | 戦慄の実験室! 悪魔のモンスター教授     | ¡El escalofriante laboratorio! El diabólico profesor Monster                  | 21 de junio de 1978      |
| 7  | Osoroshiki Hitto Kyoku! Katte Odoru Satsujin Rokku     | 恐ろしきヒット曲! 歌って踊る殺人ロック | ¡La temible melodía! La canción de baile de la Roca del Asesinato             | 28 de junio de 1978      |
| 8  | Yo ni mo Fushigi na Mukashi-Banashi Noroi no Neko Zuka | 世にも不思議な昔ばなし 呪いの猫塚      | Una leyenda popular muy misteriosa: El montículo del gato maldito             | 5 de julio de 1978       |
| 9  | Ugoku Akusesarī wa Koi no Kabuto Mushi Supai           | 動くアクセサリーは恋のカブト虫スパイ   | El accesorio de movimiento es un adorable escarabajo espía                    | 12 de julio de 1978      |
| 10 | Honō Jigoku ni Hebi Onna no Namida o Mita              | 炎地獄にへび女の涙を見た               | Al ardiente infierno: Mira las lágrimas de la mujer serpiente                 | 19 de julio de 1978      |
| 11 | Monsutā Kyōshu no Urutora Dokusatsu                    | モンスター教授のウルトラ毒殺           | El ultraveneno del profesor Monster                                           | 26 de julio de 1978      |
| 12 | Karei Naru Satsujin Mashīn e no Henshin                | 華麗なる殺人マシーンへの変身           | Haciéndose espléndido: A la máquina asesina de transformación                 | 2 de agosto de 1978      |
| 13 | Dokuro Dan Tai Akuma no Reikyūsha                      | ドクロ団対悪魔の霊柩車                 | El Grupo de la Calavera contra el diabólico coche fúnebre                     | 9 de agosto de 1978      |
| 14 | Chichi ni Sasage yo Tatakae nu Yūsha no Uta o          | 父に捧げよ 戦えぬ勇者の歌を            | ¡Padre dadivoso! Lucha con la canción del héroe                               | 16 de agosto de 1978     |
| 15 | Boku tachi no Inochi no Yakusoku                       | ぼくたちの命の約束                     | La vida de nuestro acuerdo                                                    | 23 de agosto de 1978     |
| 16 | Meiken yo Chichi no moto e Hashire                     | 名犬よ 父のもとへ走れ                  | ¡Buen perro! Corre a los pies de papá                                         | 30 de agosto de 1978     |
| 17 | Puro Resurā Samuson no Namida                          | プロレスラー サムソンの涙              | Las lágrimas del boxeador profesional Samson                                  | 6 de septiembre de 1978  |
| 18 | Haha no Mune ni Yomigaeru Shōnen                       | 母の胸に甦る少年                       | En el pecho del monstruo: Resucita a los jóvenes                              | 13 de septiembre de 1978 |
| 19 | Maboroshi no Shōnen Chizu ni nai Mura                  | まぼろしの少年 地図にない村            | El chico fantasma: Al mapa sin pueblo                                         | 20 de septiembre de 1978 |
| 20 | Nazo ga Nazo o Yobu Watashi no Shuushō no Himitsu      | 謎が謎を呼ぶ私の出生の秘密             | Acertijo: llamando al enigma de mi nacimiento secreto                         | 27 de septiembre de 1978 |
| 21 | Ōzora ni Chiru Chichi no Ai                            | 大空に散る父の愛                       | Caída a los grandes cielos: Amor de padre                                     | 4 de octubre de 1978     |
| 22 | Kurai Unmei ni Nake Chichi to Ko                       | 暗い運命に泣け 父と子                  | Derramando lágrimas ante el negro destino: Padre e hijo                       | 11 de octubre de 1978    |
| 23 | Ienakiko Tachi ni Ai no Gakuen o                       | 家なき子たちに愛の学園を               | A la academia del amor de los niños sin hogar                                 | 18 de octubre de 1978    |
| 24 | Gokiburi Shōnen Dai Sensō                              | ゴキブリ少年大戦争                     | El chico cucaracha: la gran guerra                                            | 25 de octubre de 1978    |
| 25 | Hihō to Inu to Fuku Sei Ningen                         | 秘宝と犬と複成人間                     | El tesoro, el perro, y el humano de doble altura                              | 1 de noviembre de 1978   |
| 26 | Zettai Pinchi no Nisemono Hīrō                         | 絶対ピンチのにせものヒーロー           | A la crisis absoluta: el héroe de imitación                                   | 8 de noviembre de 1978   |
| 27 | Saraba Sen'yū Itoshi no Sepādo                         | さらば戦友 愛しのセパード              | Adiós, compañero de guerra: el querido pastor alemán                          | 15 de noviembre de 1978  |
| 28 | Ekimae Yokochō no Shōnen Tantei Dan                    | 駅前横町の少年探偵団                   | En frente del callejón: El grupo de detectives de los chicos                  | 22 de noviembre de 1978  |
| 29 | Isoge Jī-Pī-Sebun Jikan yo Tomare                      | 急げGP-7 時間よ止まれ                  | Deprisa, GP-7: Deja de mandar señales                                         | 29 de noviembre de 1978  |
| 30 | Ganbare Bijin Omawarisan                               | ガンバレ美人おまわりさん               | Buena suerte, bello oficial de policía                                        | 6 de diciembre de 1978   |
| 31 | Ashita naki Kotsure Keiji                              | 明日なき子連れ刑事                     | No hay niño: Llevándose al detective mañana                                   | 13 de diciembre de 1978  |
| 32 | Amaku Sasayaku Yōjo                                    | 甘くささやく妖女                       | La hechicera del dulce susurro                                                | 20 de diciembre de 1978  |
| 33 | Otokonoko o Ibiru Yasei no Sugoi Shōjo                 | 男の子をイビる野性の凄い少女           | El chico se burla de la horrible chica salvaje                                | 27 de diciembre de 1978  |
| 34 | Bikkuri Kamera Satsujin Jiken                          | びっくりカメラ殺人事件                 | La cámara sorprendente: el evento asesino                                     | 10 de enero de 1979      |
| 35 | Hikyō Amazon Kara Kita Mīra Bijo                       | 秘境アマゾンから来たミイラ美女         | Desde el Amazonas sin explorar: Aquí llegan las hermosas mujeres momificadas  | 17 de enero de 1979      |
| 36 | Tamanegi Gin Kamen to Shōnen Tantei Dan                | たまねぎ鉄仮面と少年探偵団             | La máscara plateada de cebolla y el grupo de chicos detectives                | 31 de enero de 1979      |
| 37 | Jigoku Kara no Missha Enma Daiō                        | 地獄からの密使 えん魔大王              | Desde el mensajero secreto del infierno: El gran Rey Enma                     | 7 de febrero de 1979     |
| 38 | Buriki no Ichibanboshi to Shōnen Tantei Dan            | ブリキの一番星と少年探偵団             | La primera noche de estrellas de hojalata y el grupo de chicos detectives     | 14 de febrero de 1979    |
| 39 | Kakutōki Sekai Ichidai Kai                             | 格闘技世界一大会                       | Mundo deportivo: Un gran encuentro                                            | 21 de febrero de 1979    |
| 40 | Saraba Zero Sen no Nazo                                | さらばゼロ戦の謎                       | Adiós a los trucos de batalla Cero                                            | 7 de marzo de 1979       |
| 41 | Kagayake Nekketsu no Yūsha                             | 輝け熱血の勇者                         | La brillante sangre caliente del héroe                                        | 14 de marzo de 1979      |

### Película
El 22 de julio de 1979 se estrenó en el festival de cine Toei Matsuri una versión cinematográfica de Spider-Man. El director fue el mismo director de la serie, Kōichi Takemoto, y el guionista fue Susumu Takaku. En la película apareció por primera vez el personaje de Juzo Mamiya, que después apareció en tres episodios de la serie (los episodios 11, 12 y 14). Por este motivo, la película tiene lugar entre los episodios 10 y 11. En el sitio web de Marvel sobre la serie, la película aparece como "Episodio 0".

## Reparto
- Takuya Yamashiro: Shinji Todō
- Hitomi Sakuma: Rika Miura
- Shinko Yamashiro: Izumi Ōyama
- Takuji Yamashiro: Yoshiharu Yabuki
- Professor Monster: Mitsuo Andō
- Amazoness: Yukie Kagawa
- Garia: Toshiaki Nishizawa
- Dr. Hiroshi Yamashiro: Fuyuki Murakami
- Jūzō Mamiya: Noboru Nakaya
- Rita: Rie Rinehart
- Bella: Tina Margo (episodios 35-38), Wanita Somaborudo (episodios 39-41)
- Narrador: Tōru Ōhira
- Actor dentro del traje de Spider-Man: Hirofumi Koga (todos los episodios), Ryusuke Sakitsu (episodios 17 y 18)
- Máquinas BEMS: Shōzō Iizuka (episodios 1-7, 13-21, 26, 28-38, Película), Hisako Kyōda (episodios 8 y 23), Shin Aomori (episodios 24 y 25)

## Equipo
- Productor: Hiroshi Ishikawa
- Creador: Saburo Yatsude (basado en el personaje de Marvel Comics Spider-Man creado por Stan Lee y Steve Ditko)
- Compositor musical: Michiaki Watanabe
  - Producción musical: Andante
  - Intérpretes musicales: Colombia Percussion Ensemble
- Diseño de personajes: Kikakusha 104, Muneo Kubo
- Producción de vestuario: Ekisu Production
- Guiones: Shōzō Uehara, Susumu Takaku, Kuniaki Oshikawa, Hirohisa Soda, Mikio Matsushita
- Directores: Kōichi Takemoto, Katsuhiko Taguchi, Takaharu Saeki, Kimio Hirayama, Hideo Tanaka, Yoshiaki Kobayashi
- Coordinación de especialistas: Osamu Kaneda, Junji Yamaoka (Japan Action Club)
- Director de efectos especiales: Nobuo Yajima (sin acreditar en el programa)
- Ayudantes de dirección: Masao Minowa y otros
- Productoras: Toei, Tokyo Channel 12

## Temas musicales
- Sintonía de apertura: "Kakero! Spider-Man" (駆けろ！スパイダーマン Kakero! Supaidāman?, ¡Corre! Spider-Man)
- Sintonía de cierre: "Chikai no Ballade" (誓いのバラード Chikai no Barādo?, La balada del juramento)
- Letra: Saburo Yatsude
- Música y arreglos: Michiaki Watanabe (acreditado como Chumei Watanabe)
- Intérprete: Yuki Hide

## Disponibilidad
Por el mencionado contrato de licencia entre Toei y Marvel, Toei no puede usar el personaje de Spider-Man, ni reimprimir ninguna fotografía o ilustración del personaje de la serie sin pagar derechos de autor a Marvel. Por otro lado, los personajes y otros elementos exclusivos de la serie de Toei (como los villanos y el robot gigante Leopardon), están exentos de esta limitación legal, al ser creaciones de Toei.
Por este motivo, durante los ochenta sólo se publicó una única colección de episodios en VHS, en la que aparecían los episodios del 1 al 31 y la película, y las republicaciones de la banda sonora oficial tenían la carátula original reemplazada por una imagen de Leopardon. El resto de la serie no estuvo disponible en video por mucho tiempo. La guía de superhéroes de 1995 Chōjin Gahō (超人画報 La Crónica de los Superhéroes?) (publicada por Takeshobo) fue la última vez que Toei tuvo permitido publicar oficialmente una fotografía de Spider-Man. En cada libro oficial y publicación posterior, Toei podía hablar de su serie de televisión Spider-Man, pero no podían republicar fotografías del propio Spider-Man.
En 2004, Toei comenzó a renegociar con Marvel por los derechos para publicar la serie en DVD en Japón. La colección en DVD salió el 9 de diciembre de 2005, e incluía los 41 episodios y la película en siete discos, así como un libreto que incluía todas las fotografías publicitarias de Toei que incluían a Spider-Man. Más tarde, en julio de 2006, Bandai lanzó una serie de juguetes relacionados con la serie Spider-Man de Toei, como el juguete robot GX-33 de Leopardon (con un muñeco de Spider-Man incluido), la figura de acción de Spider-Man y un juguete del GP-7. Sin embargo, Toei anunció la colección DVD como la primera y la última vez que republicarían la serie, y así la película de Spider-Man se excluyó de la colección Toei Tokusatsu Hero: The Movie Box.
El 5 de marzo de 2009, Marvel comenzó a emitir la serie al público internacional por primera vez en la historia en su sitio web oficial de streaming. Cada semana publicaban un nuevo episodio (incluida la película) hasta que la serie completa estuvo disponible el 17 de diciembre del mismo año. Estos episodios se publicaron con el audio japonés original y subtítulos en inglés en la web oficial de Marvel.